# 御船遊管絃祭

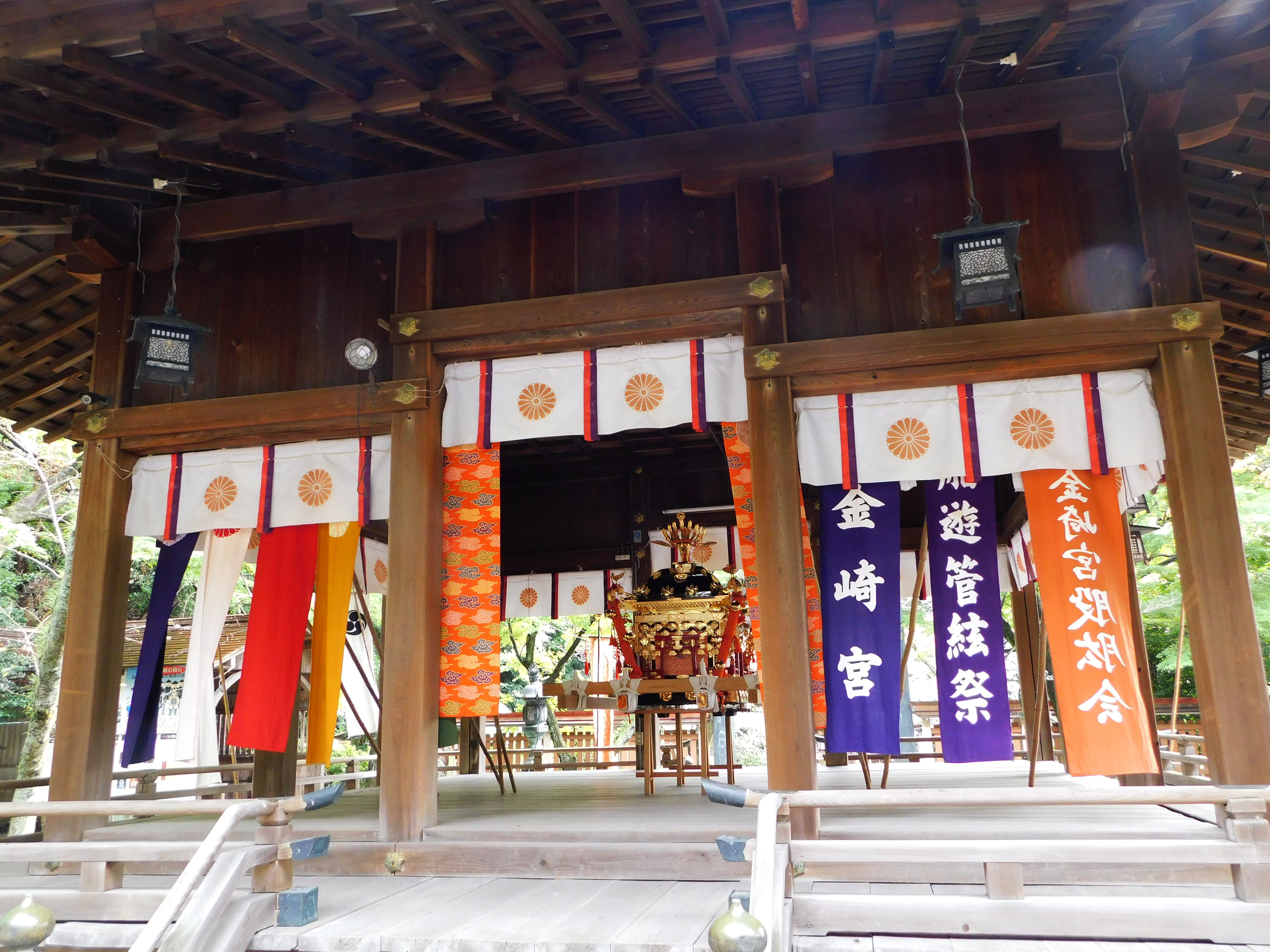
金崎宮の神輿

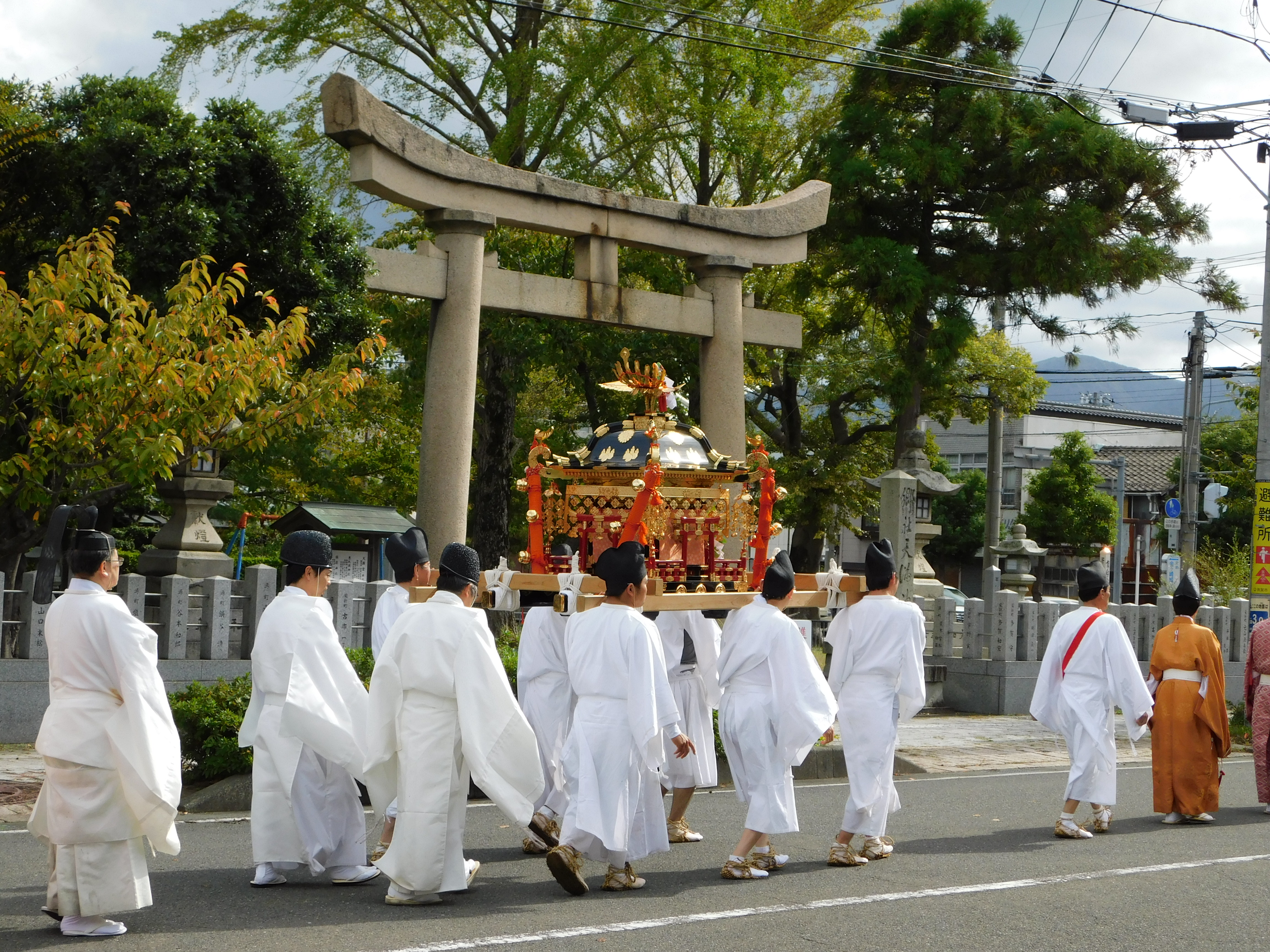
神輿渡御

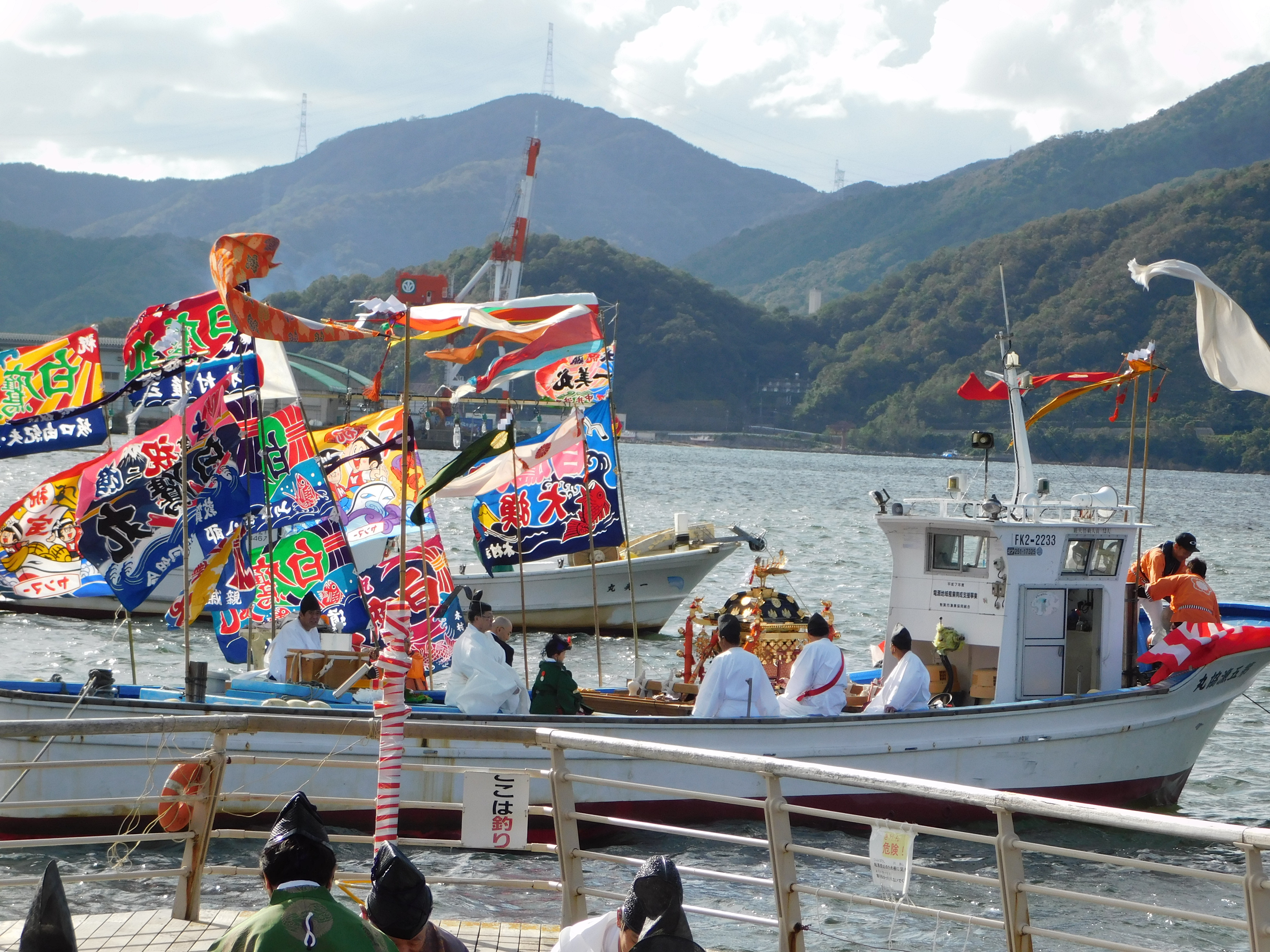
神輿を乗せた船

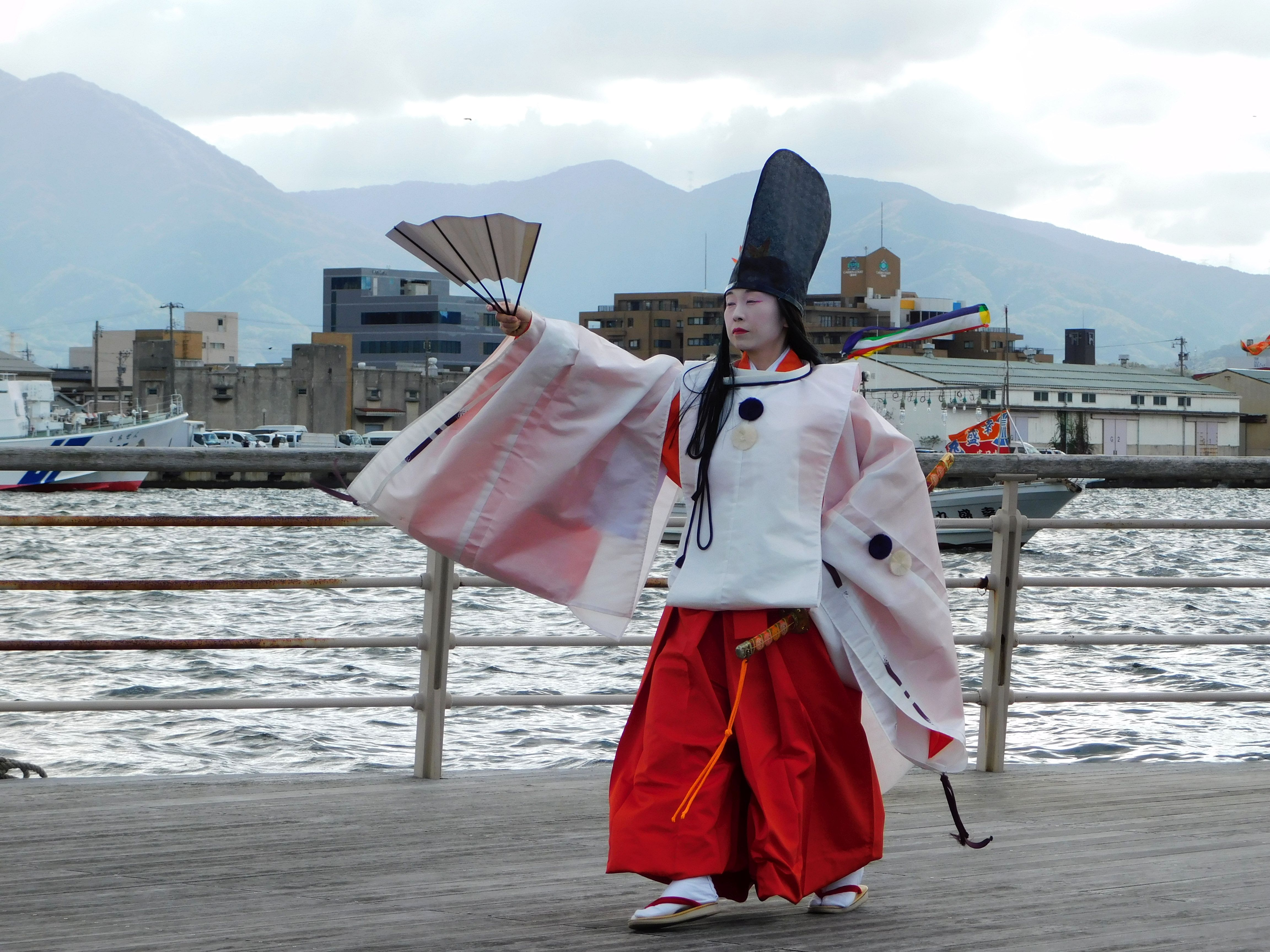
白拍子の舞

御船遊管絃祭（おふなあそびかんげんさい）は、南北朝時代の争いを描いた「太平記」に記載のある金ヶ崎城の戦いの故事にちなむ福井県敦賀市金崎宮の神事である。毎年10月20日に金崎宮、金ヶ崎緑地、敦賀港内にて行われる。神輿渡御、白拍子の舞の奉納、旗や幟で飾られた船の巡幸が実施される。

## 由来
延元元年(1336年)、新田義貞は拠点を北国に築くために、後醍醐天皇の皇子である尊良親王・恒良親王を奉じて、10月13日に敦賀の金ヶ崎城に入った。やがて、足利軍の斯波高経の軍勢に包囲されたが、新田義顕(義貞の長男)と脇屋義助(義貞の弟)らの奇襲攻撃により、一時撃退に成功した。10月20日(新暦の12月1日)に敵の包囲が解けたため、ひとときの慰めとして、船を出し月や雪を眺めながら、親王らや義貞などが楽器を手に取り、演奏を楽しんだという。この様子は「太平記」巻十七の「金崎船遊事付白魚入船事」の段に描かれている。御船遊管絃祭は、これに由来し、時期は新暦の10月20日とし、紅葉を愛で、雅楽と舞を両親王に捧げ、慰めるかたちで行われている。

## 神事進行
10時から15時にかけて、およそ以下のような進行で行われる。
- 開始：金崎宮本殿にて、供物、祝詞、雅楽などをあげる。
- 神輿渡御：御神体の神輿を金崎宮から金ヶ崎緑地まで移動し船に乗せる。
- 御船遊び：神輿を乗せた船と伴の船数隻で港内を周遊する。
- 舞の奉納：船が金ヶ崎緑地のボードデッキ前に集結し、白拍子の舞が奉納される。
- 終わり：参観者に白酒が振る舞われる。

## 祭神について
延元2年正月18日、足利軍の大群に再び包囲された金ヶ崎城は、壮絶な籠城戦の末、3月6日ついに落城、尊良親王(27歳)と新田義顕(18歳)は自害、将士321名が殉死し、恒良親王(15歳)は脱出したものの捕縛され、延元3年4月13日毒殺された。金崎宮は尊良親王、恒良親王を祭神としている。